# Mark Frost
Mark Frost (ur. 25 listopada 1953) – amerykański pisarz, scenarzysta telewizyjny i filmowy, a także reżyser i producent filmowy. Najbardziej znany ze współpracy z Davidem Lynchem przy tworzeniu serialu Miasteczko Twin Peaks oraz filmu fabularnego Twin Peaks: Ogniu krocz ze mną.  
Również z Davidem Lynchem współtworzył sitcom Na antenie (On the Air). Samodzielnie stworzył (był współscenarzystą i reżyserem) film Miasteczko Storyville (1992). Jest także autorem scenariuszy do filmów Fantastyczna Czwórka i Fantastyczna Czwórka: Narodziny Srebrnego Surfera.
Jako pisarz Frost zadebiutował powieścią Lista siedmiorga (1993, wyd. polskie Zysk i S-ka 1996). W powieści, podobnie jak w jej kontynuacji Sześcioro Mesjaszy (1995, wyd. polskie Zysk i S-ka 1999), głównym bohaterem uczynił lekarza i początkującego pisarza Arthura Conana Doyle’a. 13 listopada 2008 roku wydał swoją kolejną książkę pt. Drugi cel. 
W 2012 w USA ukazała się pierwsza część trylogii Paladin Prophecy, w Polsce wydano ją w 2014 r. pod tytułem Paladyn – Proroctwo.

## Nagrody i wyróżnienia
| Rok  | Nagroda      | Kategoria                                      | Rezultat  | Za co                                           | Informacje                                                                                      |
| ---- | ------------ | ---------------------------------------------- | --------- | ----------------------------------------------- | ----------------------------------------------------------------------------------------------- |
| 1990 | Nagroda Emmy | Wyjątkowy film dramatyczny.                    | Nominacja | Twin Peaks                                      | Wspólnie z producentami: Davidem Lynchem, Greggiem Fienbergiem i Davidem J. Lattem              |
| 1990 | Nagroda Emmy | Wyjątkowy serial dramatyczny.                  | Nominacja | Twin Peaks Epizod pierwszy                      | Wspólnie z Davidem Lynchem.                                                                     |
| 1984 | Nagroda Emmy | Wyjątkowy scenariusz do serialu dramatycznego. | Nominacja | Hill Street Blues epizod "Grace Under Pressure" | Wspólnie z Jeffem Lewisem, Michaelem I. Wagnerem, Karen Hall, Stevenem Bochco i Davidem Milchem |